# Краус, Альфредо
Альфре́до Кра́ус Трухи́льо (исп. Alfredo Kraus Trujillo; 24 ноября 1927, Лас-Пальмас-де-Гран-Канария, Канарские острова, Испания — 10 сентября 1999, Мадрид, Испания) — испанский оперный певец; один из крупнейших лирических теноров послевоенного времени. Специализировался на французском и итальянском репертуаре XIX века. 
Сильные стороны Крауса — надёжный верхний регистр, точность интонации, контроль над вибрато. Критики отмечали его превосходную дикцию, плавное легато и безупречную линию фразировки.

## Биография
Родился в смешанной семье: мать — испанка по фамилии Трухильо, отец — австриец по фамилии Краус. Брат оперного баритона Франсиско Крауса-Трухильо (1926—2016). 

Начинал обучение музыке на фортепиано, но, ещё участвуя в школьном хоре, увлёкся вокалом и в итоге решил стать профессиональным певцом. После учёбы в Милане у Мерседес Льопарт взял первый приз на международном вокальном конкурсе в Женеве (1955). В начале карьеры часто сравнивался с Тито Скипой и воспринимался как его наследник.  

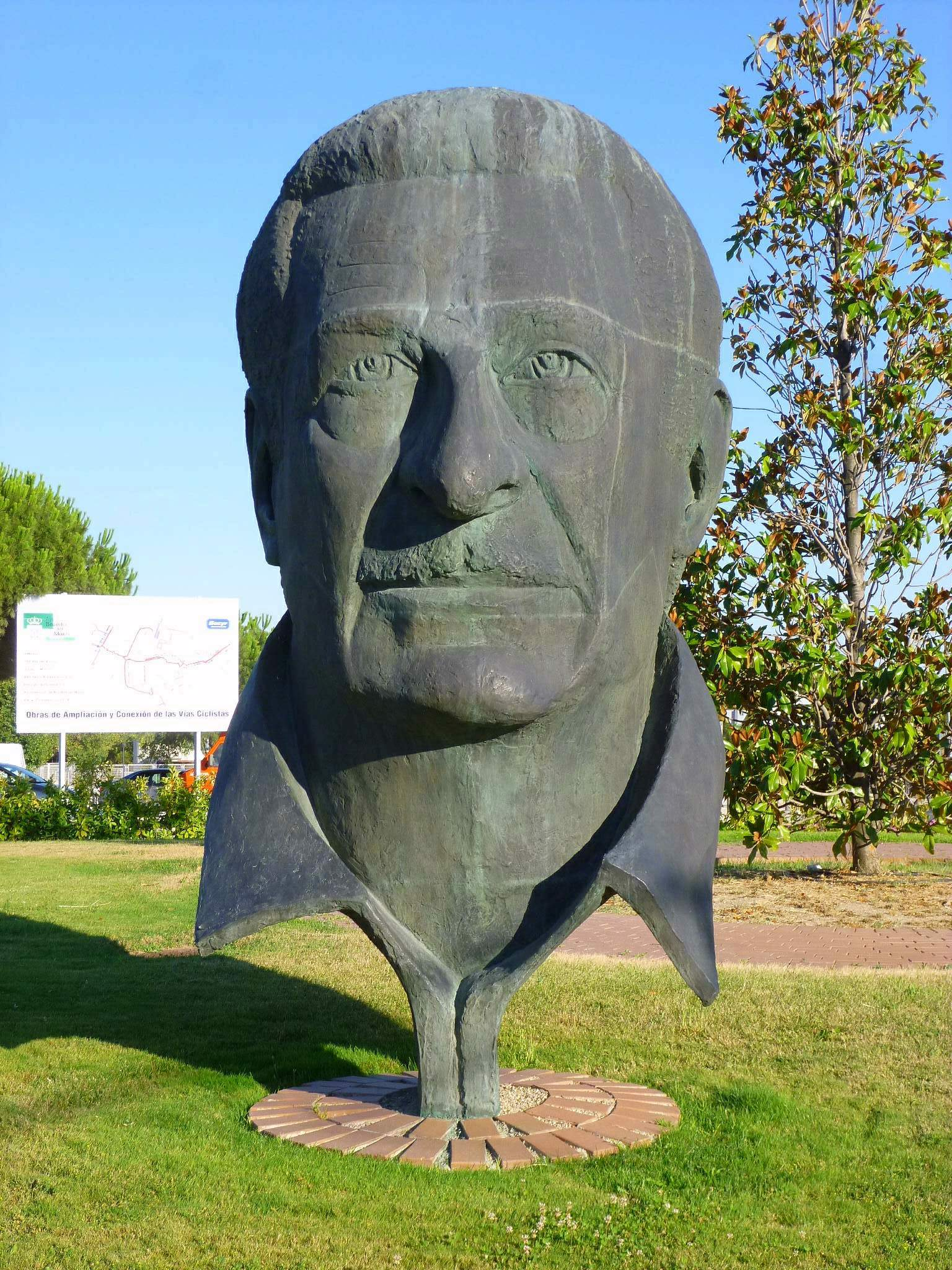
Памятник Краусу под Мадридом

Дебют на оперной сцене состоялся в 1956 году в Каирском королевском театре в «Риголетто» (партия герцога, которая стала для него излюблённой). Быстро приобрёл международную известность и через два года после дебюта уже пел (в лиссабонском театре Сан-Карлуш) в главной роли в «Травиате» вместе с Марией Каллас (сохранилась аудиозапись).
Краус выступал во многих театрах мира, таких как: «Ковент-Гарден», «Ла Скала», Лирическая опера Чикаго, «Метрополитен-опера», «Колон», Городской театр Рио-де-Жанейро. Его коронными партиями считались Вертер в опере Гуно и Артур в «Пуританах» Беллини. Периодически пел в сарсуэлах и записал альбом арий из них.
Не оставляя оперной сцены, занимался преподавательской деятельностью сначала в Риме, а спустя время стал профессором в Мадридской консерватории. Среди учеников — Карлос Марин, Мариос Франгулис, Джузеппе Фильяноти и другие. 
Краус щепетильно подходил к выбору ролей (отсеивая слишком тяжёлые для своего вокала: например, Пуччини и его современников) и счастливо избежал преждевременного износа голоса, сохранив его свежесть вплоть до последних выступлений. В отличие от драматичных современников (Каллас, Корелли и т.д.), которые выжимали из каждой фразы максимум пафоса, Краус неизменно сохранял сдержанность и элегантность.  
После смерти супруги в 1997 году объявил об уходе на покой, но периодически выступал в концертах и позднее. Умер на 72-м году жизни от рака поджелудочной железы и был похоронен сначала на столичном кладбище Боадилья-дель-Монте, затем перезахоронен в родном городе. На его надгробии высечена эпитафия: «Молчи... здесь лежит певец».

## Вокал и репертуар
Краус — важнейший испаноязычный лирический тенор в промежутке между Флетой и Флоресом (который считает его своим образцом). Его идеально поставленный голос был ярок и лёгок, с тщательно контролируемым вибрато и свободным верхним регистром, доходящим до верхнего ре и даже ми-бемоль (в «Вильгельме Телле»). Голос был настроен на первую форманту, создавая лирический, прозрачный тембр, идеальный для лёгких партий, но лишённый «тёмного» резонанса, свойственного более тяжёлым голосам. Высокие ноты Крауса звучали уверенно и звонко, с характерным металлическим оттенком (squillo). 
При всём блеске вокальных партий Краус сдерживал себя, избегая чрезмерной эмоциональности, и (подобно Николаю Гедде, с которым его сравнивали ввиду исполнения ими сходного репертуара) весьма редко усиливал голос ради драматизма. Например, его Эдгар в «Лючии» не рыдает и не кричит: это благородное, почти стоическое прочтение партитуры, где вся драма заключена в безупречной точности фразировки. Всего он исполнил около сорока оперных партий.
- «Дон Жуан» Моцарта — Дон Оттавио
- «Так поступают все» Моцарта — Феррандо
- «Севильский цирюльник» Россини — Альмавива
- «Травиата» Верди — Альфред
- «Риголетто» Верди — Герцог Мантуанский
- «Фальстаф» Верди — Фентон
- «Фауст» Гуно — Фауст
- «Ромео и Джульетта» Гуно — Ромео
- «Манон» Массне — Де Гриё
- «Вертер» Массне — Вертер
- «Любовный напиток» Доницетти — Неморино
- «Дон Паскуале» Доницетти — Эрнесто
- «Лукреция Борджиа» Доницетти — Дженнаро
- «Лючия ди Ламмермур» Доницетти — Эдгардо
- «Фаворитка» Доницетти — Фердинанд
- «Дочь полка» Доницетти — Тонио
- «Линда ди Шамуни» Доницетти — Карло
- «Сомнамбула» Беллини — Эльвино
- «Пуритане» Беллини — Артур Тальбот
- «Марина» Эмилио Арриеты[исп.] — Хорхе
- «Искатели жемчуга» Бизе — Надир
- «Пертская красавица» Бизе — Генри Смит
- «Сказки Гофмана» Оффенбаха — Гофман
- «Мефистофель» Бойто — Фауст
- «Лакме» Делиб — Джеральд
- «Немая из Портичи» Обера — Альфонс

## Признание
- 1981 — Орден Почётного легиона
- 1982/1983 — Премия Франко Аббьяти

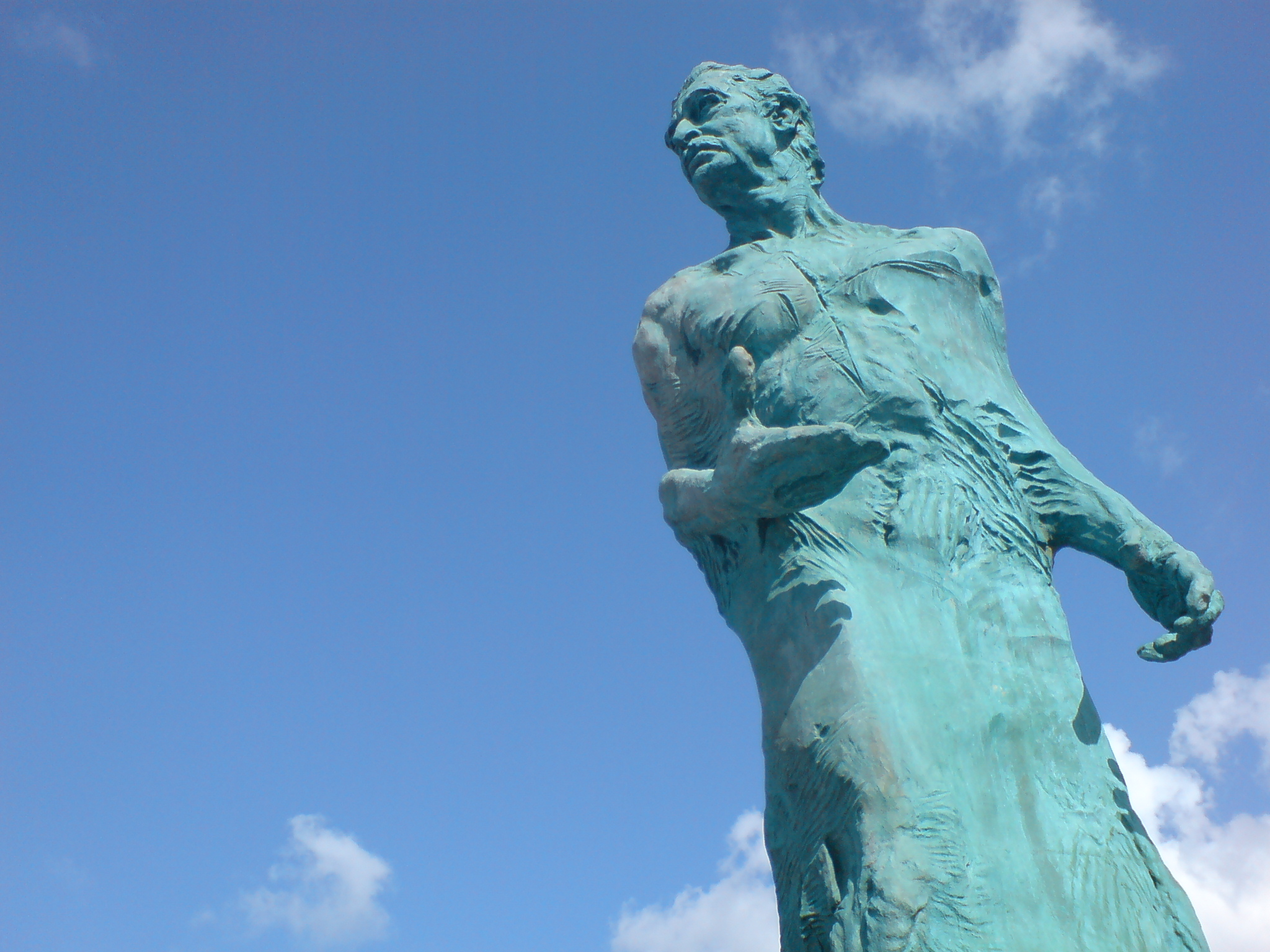
Памятник Краусу в Лас-Пальмасе

- 1991 — Премия принцессы Астурийской в области искусства
- 1996 — Орден Альфонса X Мудрого
- Орден Изабеллы Католической

Именем Крауса назван главный театральный центр его родного города; рядом с ним и в Боадилье установлены ему памятники.